# 崇台山
崇台山（そうだいさん）は、群馬県安中市と富岡市の境にある山。標高299m。ぐんま百名山に選ばれている。

## 崇台山の大桐
2022年（令和4年）春、安中側登山口近くの民有地で幹の直径が1メートル、幹回りは3.2メートル、樹高推定50メートルのキリの巨木が発見された。周辺は市民グループ「里山の花畑・里の小屋友の会」により歩道などが整備された。
安中市に対して土地の所有者などから木に名前を付けてほしいと要望があり、2023年（令和5年）5月に「崇台山の大桐」と名付けられた。そして景観法に基づく景観重要樹木に指定された。